# Сасанк (Канзас)
Сасанк (енгл. Susank) град је у америчкој савезној држави Канзас.

## Демографија
По попису из 2010. године број становника је 34, што је 23 (-40,4%) становника мање него 2000. године.
| Група             | 2000.      | 2010.       |
| Белци             | 56 (98,2%) | 34 (100,0%) |
| Афроамериканци    | 0 (0,0%)   | 0 (0,0%)    |
| Азијати           | 0 (0,0%)   | 0 (0,0%)    |
| Хиспаноамериканци | 0 (0,0%)   | 0 (0,0%)    |
| Укупно            | 57         | 34          |